# Past to Present 1977-1990
Past to Present 1977-1990 è una compilation di successi dei Toto, comprendente 4 brani inediti, pubblicata nel 1990.

## L'album
Durante il precedente tour Joseph Williams lascia la band e i Toto si ritrovano con Bobby Kimball, col quale incidono alcune canzoni (fra cui Goin' Home, che verrà poi inserita in Toto XX). La casa discografica, tuttavia, fa delle pressioni e fa entrare nella band Jean-Michel Byron, che canterà i 4 brani inediti di Past to Present. Durante il tour successivo i Toto si accorgono che Byron non è adatto al loro stile e quindi i quattro brani inediti contenuti in questa raccolta saranno le uniche tracce incise da Byron. Nonostante l'incompatibilità con Byron, Out of Love diventerà comunque un singolo di successo in Europa.
Nel brano Animal, i Toto si sono avvalsi della sezione fiati dei Tower of Power.

## Tracce
1. Love Has the Power (J.M. Byron, J. Capek) *
2. Africa - da Toto IV
3. Hold the Line - da Toto
4. Out of Love (S. Lukather, J.M. Byron) *
5. Georgy Porgy - da Toto
6. I'll Be Over You - da Fahrenheit
7. Can You Hear What I'm Saying (D. Paich, M. Porcaro, J.M. Byron) *
8. Rosanna - da Toto IV
9. I Won't Hold You Back - da Toto IV
10. Stop Loving You - da The Seventh One
11. 99 - da Hydra
12. Pamela - da The Seventh One
13. Animal (D. Paich, J.M. Byron) *

- I brani contrassegnati con * sono inediti e sono tutti cantati da Jean-Michel Byron

## Formazione
- David Paich - tastiera, voce
- Steve Lukather - chitarra, voce
- Mike Porcaro - basso
- Jeff Porcaro - batteria, percussioni
- Jean-Michel Byron - voce